# Hôtel de La Vaupalière
L'hôtel de La Vaupalière est un hôtel particulier situé à Paris (8e arrondissement), nos 85 et 85 bis, rue du Faubourg-Saint-Honoré et no 25, avenue Matignon. Cette demeure néo-classique fut édifiée en 1768 par l'architecte Louis-Marie Colignon et remaniée au XIXe siècle par l'architecte Louis Visconti. Elle abrite aujourd'hui le siège de la compagnie d'assurances AXA.

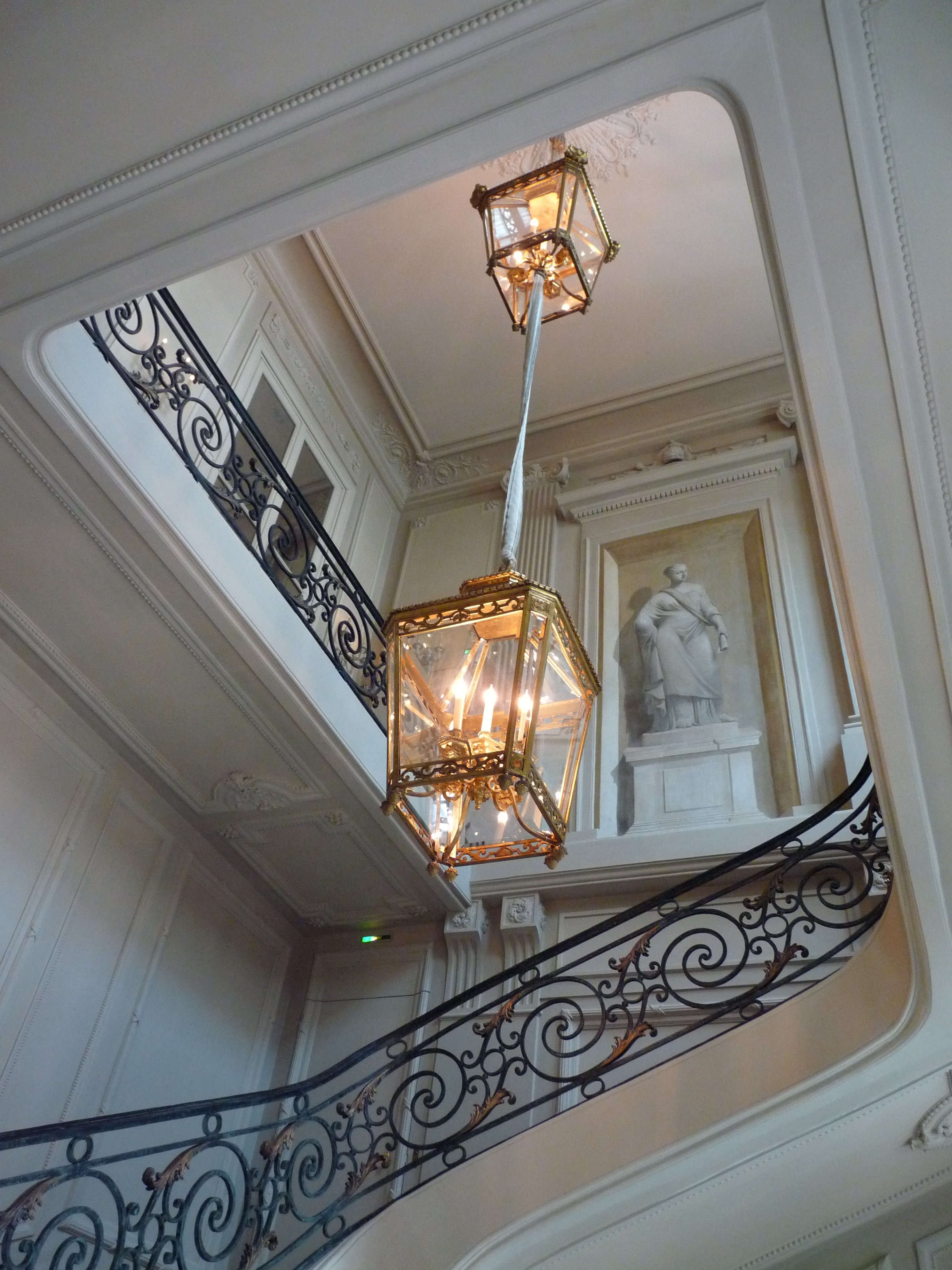
Hall d'entrée.

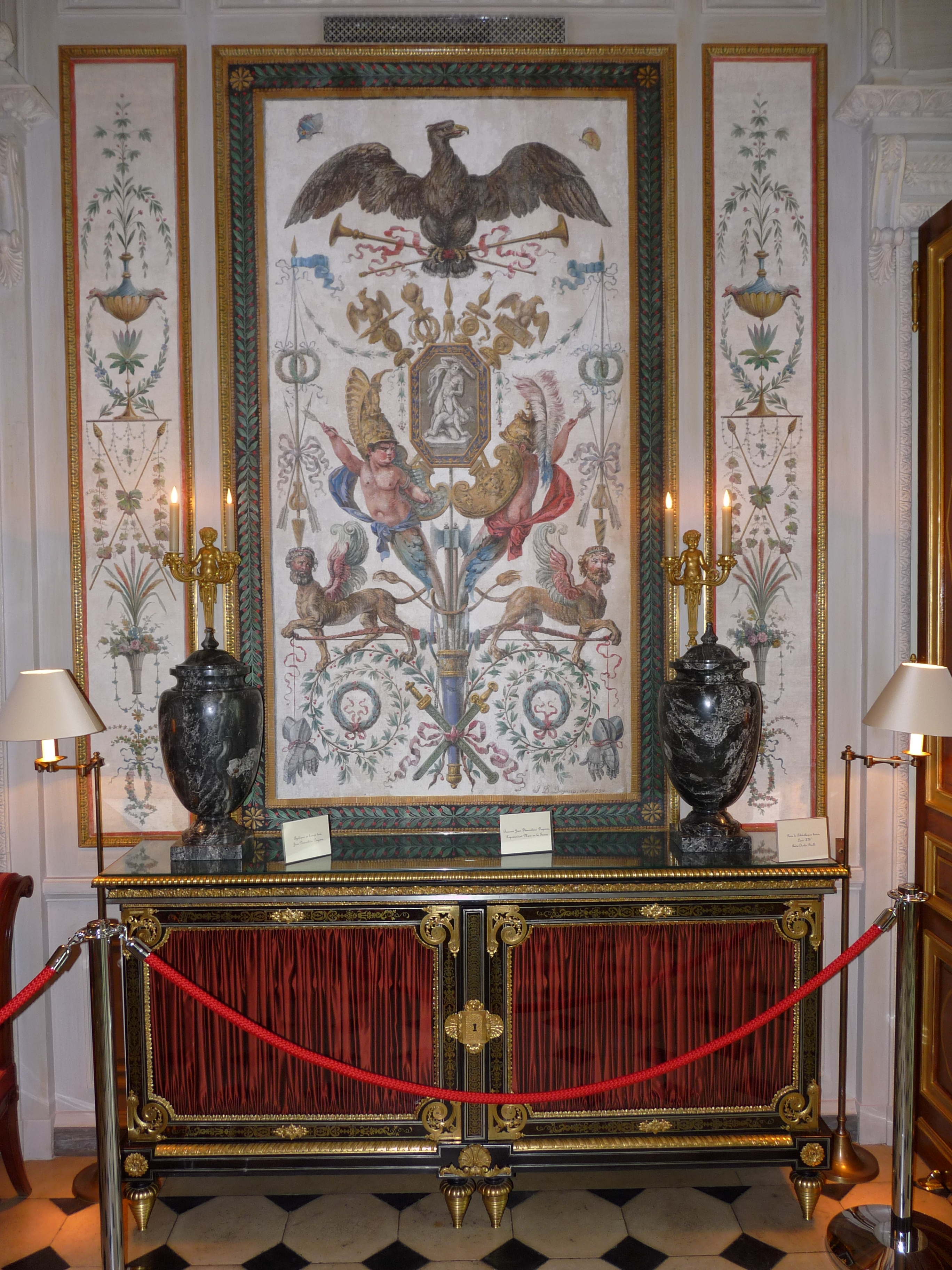
Antichambre.

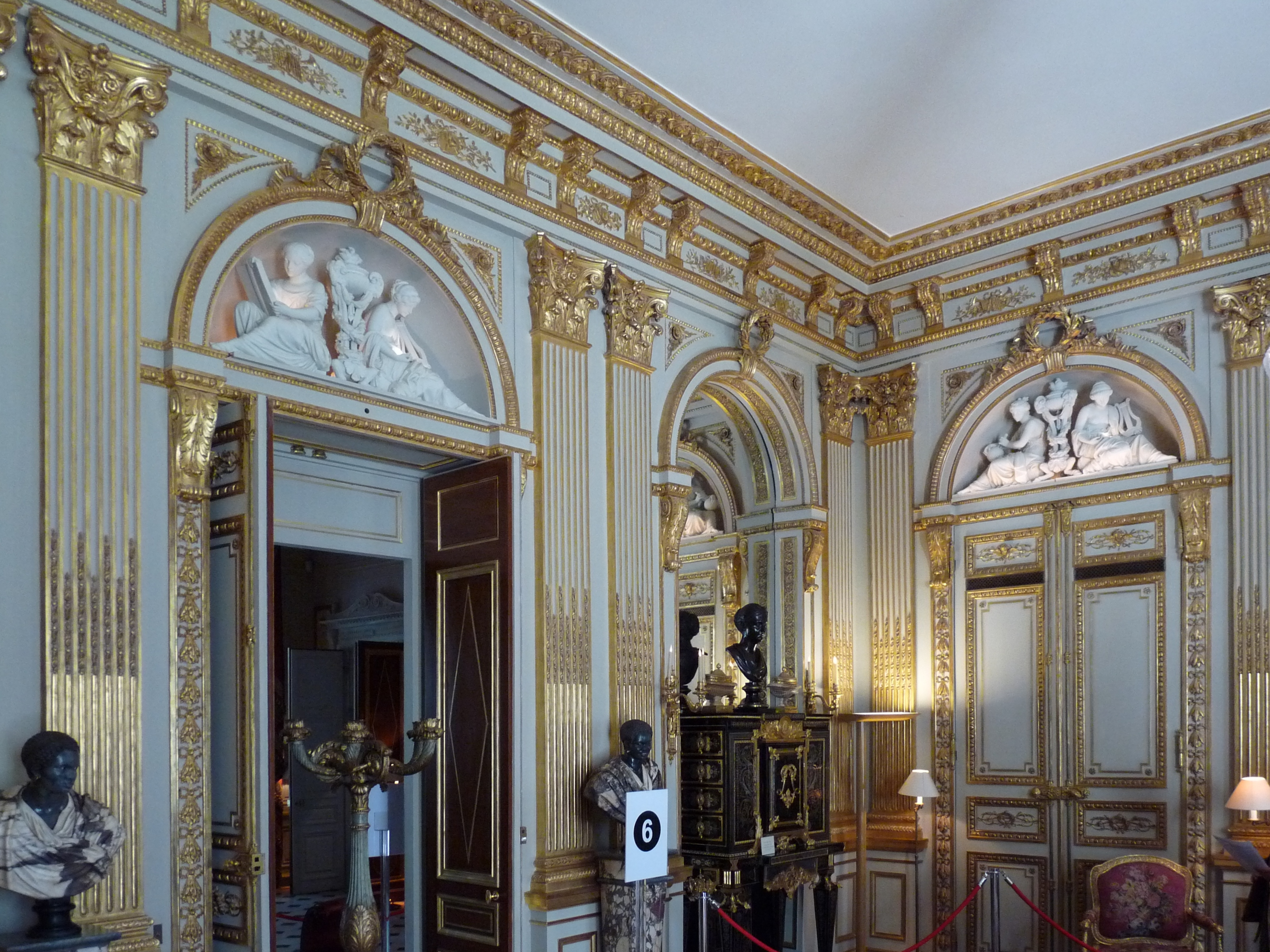
Grand Salon.

## Histoire
Louis-Marie Colignon, architecte du Roi, fit l'acquisition en 1765, d'une parcelle longue et étroite joignant la rue du Faubourg-Saint-Honoré à l'avenue des Champs-Élysées, au débouché de l'allée des Veuves (aujourd'hui avenue Montaigne). En mars de la même année, il achète la petite maison mitoyenne des mineurs Theillard, puis fait l'acquisition de la propriété voisine des Crozat de Thorigné, sur laquelle est bâtie une brasserie de bière et une maison. Après avoir fait raser le tout, il bâtit en 1768 un superbe hôtel de rapport occupant toute la largeur de la parcelle, aussitôt loué à vie à Pierre Maignart, marquis de La Vaupalière, qui s'y installe le 1er octobre 1769 en vertu d'un bail à vie pour la somme de 11 000 livres de loyer annuel.
Le marquis de La Vaupalière, premier sous-lieutenant des mousquetaires du Roi, est un joueur invétéré, tandis que son épouse, Diane de Clermont d'Amboise, aime la compagnie des Philosophes, notamment de Voltaire. Le Mariage de Figaro de Beaumarchais est lu dans son salon en 1783. Ils donnent des fêtes magnifiques dans leur hôtel. Ainsi, en 1788, à l'occasion d'un souper de mariage, la table est ornée d'un paysage miniature où coule une rivière garnie de poissons véritables tandis qu'un feu d'artifice réglé par l'artificier Ruggieri est tiré dans le jardin, embaumé de chèvrefeuilles, sycomores et jasmins.
Sous la Révolution française, l'hôtel, considéré à tort comme bien d'émigré, est saisi et le mobilier est vendu aux enchères en l'an III, tandis que l'hôtel est loué par le limonadier Cathenois qui y installe une guinguette. Les héritiers de Colignon, les Frossart-Rozeville, ont toutes les peines du monde à le récupérer. Rétablis dans leurs droits en 1799, à l'expiration du bail de Cathenois, ils sortent de l'indivision en vendant la propriété en 1802 au comte Roederer. Celui-ci transforme les remises en logements de rapport et ampute le parc d'une parcelle où il construit un hôtel, également donné en location.
Après la mort de Roederer en 1835, l'hôtel de La Vaupalière est acquis en 1838 de ses héritiers par le comte Charles Le Hon, ministre de Belgique en France. Avec sa femme, née Fanny Mosselman du Chenoy, maîtresse en titre du duc de Morny, il y donne des bals réputés et des soirées courues du Tout-Paris.
Le 1er mars 1843, le comte Le Hon vend l'hôtel à Mme de La Briche qui s'y installe, quittant son hôtel de la rue de la Ville-l'Évêque. Elle y meurt l'année suivante, le 24 janvier 1844. L'hôtel passe à sa fille unique, Caroline, comtesse Molé par son mariage avec le comte Molé, président du Conseil sous la monarchie de Juillet, qui y meurt à son tour le 10 avril 1845. L'hôtel passe à son unique fille survivante, la comtesse de La Ferté-Meun. Sans descendance, celle-ci y loge pendant un temps sa nièce, la duchesse d'Ayen, puis vend l'hôtel le 10 mai 1856 à Stephens Lyne-Stephens (1801-1860), député au Parlement du Royaume-Uni, dont la veuve le cède le 26 juin 1875 à la baronne Gérard, nièce par alliance du peintre François Gérard. Ce sont les Molé qui font intervenir l'architecte Louis Visconti, qui flanque le perron de deux vestibules vitrés et supprime sans doute les pavillons ; c'est peut-être de ces transformations que date également l'alignement des ailes sur l'avant-corps central côté jardin.
L'hôtel reste dans la famille Gérard jusqu'en 1947, mais au prix de nombreuses vicissitudes résultant d'embarras financiers successifs. Le baron Gérard revend le bâtiment sur la rue du Faubourg Saint-Honoré et les communs et crée une nouvelle entrée sur l'avenue Matignon. L'élargissement de cette voie, en 1913, ampute une partie du terrain. À la mort du baron, ses deux filles se partagent la propriété : l'une hérite de l'hôtel et l'autre de ce qu'il reste du jardin, dont une grande partie est vendue pour céder la place à la rue Rabelais et aux immeubles qui la bordent.
En 1947, les jardins sont inscrits au titre des monuments historiques et en 1948, divers éléments du bâtiment (façades et toitures, décorations intérieures des deux salons du rez-de-chaussée et du salon du premier étage, grand escalier) sont classés monument historique.
En 1947, l'hôtel est vendu à une société d'assurances qui le cède aussitôt à l'Union des assurances de Paris tandis que la Banque des Comores et de Madagascar se porte acquéreur du jardin en 1957. Celle-ci fait construire à sa place un immeuble, sis no 23 avenue Matignon. La Banque des Comores et de Madagascar tombe dans le giron de la Soficam, banque du Groupe Drouot, racheté en 1982 par les Mutuelles Unies, devenues Axa en 1985. La compagnie d'assurances y installe son siège social, tandis que l'hôtel est donné en location et abrite la maison de couture Maggy Rouff, puis le journal Le Figaro à partir de 1979.
Un attentat à l'explosif a été commis à cette adresse au cours de la nuit du 16 au 17 avril 1976. Il a été revendiqué par l'organisation Front de libération de la Bretagne - Armée républicaine bretonne (FLB-ARB). L'attentat semble avoir visé les intérêts d'Armen Dabaghian, président-directeur général de Transocéan, société installée à Brest et dont le siège central était 25 avenue Matignon.

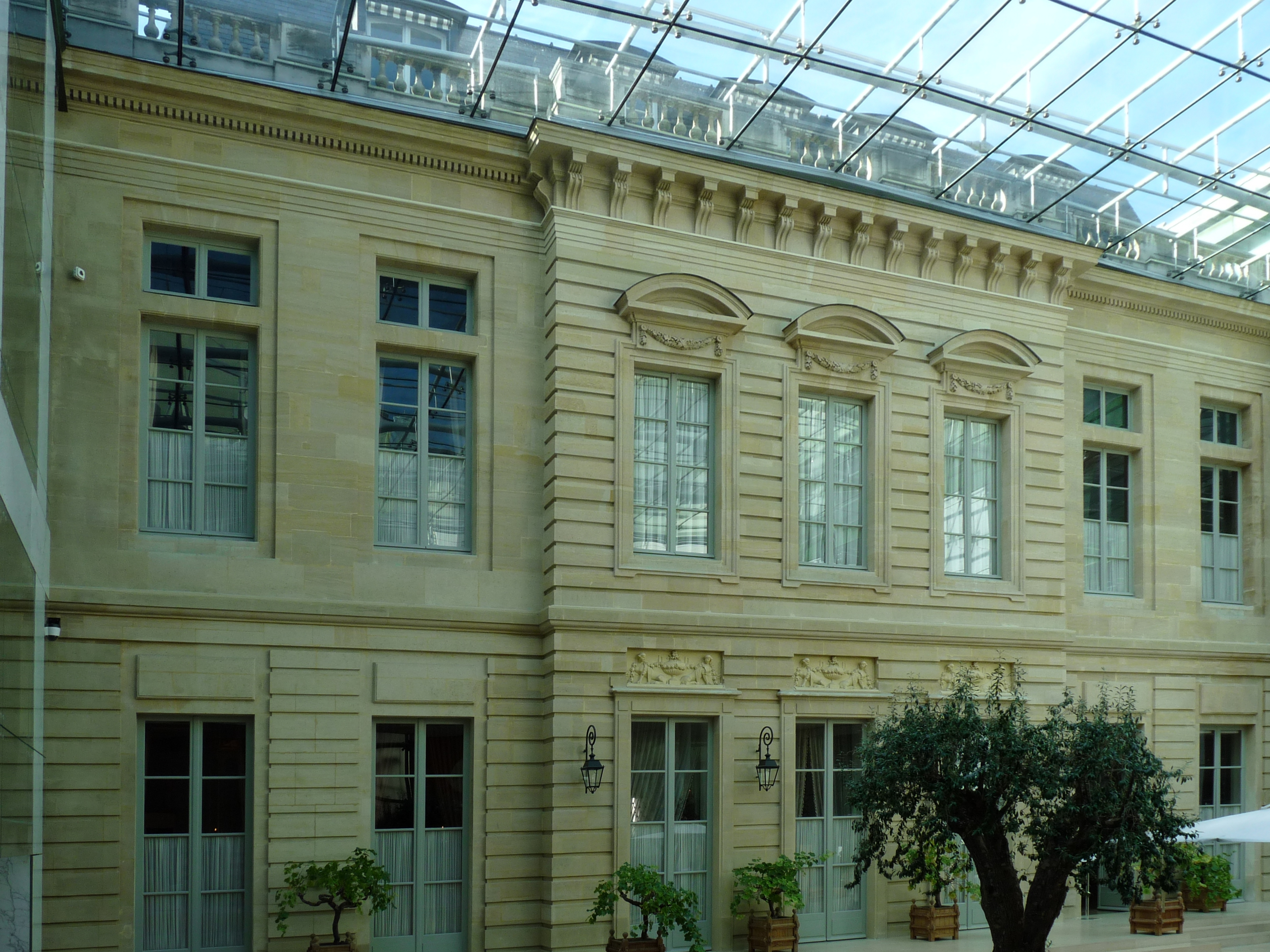
Vue de l'atrium.

En 1995, Claude Bébéar, président d'AXA, décide d'installer le siège de la société à l'hôtel de La Vaupalière. Au bout de deux années de négociations, le groupe d'assurances parvient à acquérir l'hôtel et à reconstituer la propriété en l'échangeant contre l'ancien siège de la Compagnie du Midi, l'hôtel Hocquart, 78, rue de l'Université et l'immeuble du 1, avenue Franklin-D.-Roosevelt.
L'architecte Ricardo Bofill crée une structure de métal et de verre formant un vaste atrium qui permet de réunir l'hôtel aux immeubles de bureaux qui l'entourent, tout en protégeant sa façade. Les décors intérieurs sont restaurés et, pour l'essentiel, recréés, de manière pastiche, par le décorateur François-Joseph Graf.
Ce site est desservi par la station de métro Franklin D. Roosevelt.

## Sources
- Valérie Bougault, « La Vaupalière, une demeure hors du temps », Connaissance des Arts, no 663, septembre 2008, p. 150-155
- Dominique de Lastours, Histoire du 2 rue Rabelais, Le Jockey Club, Editions Lampsaque, 2017.  (ISBN 9782911825200).